# Hochberg (Bayerischer Wald, Bayerisch Eisenstein)
Der Hochberg zählt mit seinen 943 Metern zu den kleineren Bergen im Bayerischen Wald. Er liegt im äußersten Nordwesten des Nationalpark Bayerischer Wald und direkt oberhalb der Ortschaft Bayerisch Eisenstein.
Sein Gipfel ist nicht auf markiertem Wanderweg erreichbar, doch gibt es auf seiner Nordseite den aussichtsreichen Hochfels (875 m) mit gutem Blick auf Bayerisch Eisenstein, den Großen Arber und auf Železná Ruda im Böhmerwald.
Zum Hochfels gelangt man in kurzer Zeit von Bayerisch Eisenstein aus (erreichbar mit der Waldbahn). Weitere Wanderwege, darunter der Europäische Fernwanderweg E6 führen beispielsweise von Zwieslerwaldhaus und vom Gasthaus Schwellhäusl auf den Hochfels.
Am Westhang des Hochberges lag das 1939 errichtete, 2,8 ha umfassende Naturschutzgebiet Johannisruh, das 1997 bei der Erweiterung des Nationalparks Bayerischer Wald in diesem aufging. Dieses Gebiet ist von großen Felspartien geprägt.